# Cuts Both Ways
"Cuts Both Ways" es el primer álbum de estudio de la cantante cubana Gloria Estefan, publicado en 1989. Desde el punto de vista musical, se le considera su mejor álbum personal y mejor vendido en su carrera, con más de 14 millones de copias vendidas a nivel mundial.

## Información general
En 1989, Estefan fue reconocida como la Mejor Artista Femenina Latina en el mundo. Después de haber sido durante una década la cantante principal de Miami Sound Machine, fue acreditada por encima del nombre del grupo (Gloria Estefan & Miami Sound Machine) en su álbum de 1987 Let it loose. Con "Cuts Both Ways" se pensó que Gloria había ido en solitario pero eso no es cierto, Epic Records aún consideraba a Gloria como Gloria Estefan & Miami Sound Machine. No sería hasta 1991 cuando Miami Sound Machine se convirtió en la banda de Gloria. El álbum combina pop, música contemporánea, rock, dance y, por supuesto, los ritmos latinos.
El primer sencillo del álbum fue "Don't Wanna Lose You", que se convirtió en un gran éxito, en los EE. UU. y alcanzó el número 1 en el Billboard Hot 100 durante una semana, convirtiéndose en su segundo número uno en los EE. UU. La canción también se convirtió en una de sus baladas más conocidas y el sencillo fue certificado de oro en los EE. UU., mientras que en países como Países Bajos, Irlanda, Brasil y el Reino Unido alcanzó la lista de los diez primeros. Su versión en español, "'Si  Voy a Perderte'", obtuvo un gran éxito en los países hispanohablantes.
El siguiente sencillo fue "Get on Your Feet", otro gran éxito. Aunque no alcanzó el número uno, se convirtió en una de las canciones favoritas de los fanes, mientras que la gira del álbum era el nombre de la canción como "The Get on Your Feet Tour". 
El tercer sencillo fue "Here We Are", otro éxito de la canción, que encabezó la lista Billboard Adult Contemporary Chart y alcanzó la lista de los diez primeros en los EE. UU., y Top 20 en Australia.
El cuarto sencillo, "Oye mi Canto (Hear my Voice)", que recibió un poco menos de atención, pero fue la canción más "bailable" de todos los sencillos, con una gran influencia de ritmo latino. La canción no tuvo buenas posición en las listas de los EE. UU., ni siquiera alcanzó el Top 40, pero en el Reino Unido alcanzó el Top 20. Aunque no fue un gran éxito, gracias a esa canción Gloria recibió su primer MTV Video Music Awards por "Mejor Video Pop". La versión en español llegó a las diez mejores de Hot Latin Tracks. A pesar de ello en el mercado latino es una de las canciones más conocidas en su carrera con la que el público la recuerda.
Finalmente, el último sencillo fue el titulado "Cuts Both Ways". Que alcanzó el Top 40 en Australia, mientras que encabezó el Billboard Adult Contemporary Charts en los EE. UU., pero no llegó al Top 40, ya sea los EE. UU. o el Reino Unido.
Durantes los años 1989 y 1990 Gloria realizó la gira The Get on Your Feet Tour para la promoción del álbum. Recorriendo Europa y Estados Unidos.

## Lista de canciones
1. "Ay, Ay I" (Gloria Estefan) – 3:49
2. "Here We Are" (Gloria Estefan, Engelbert Humperdinck) – 4:51
3. "Say" (Jon Secada, Bill Duncan) – 3:41
4. "Think About You Now" (Jorge Casas) – 4:20
5. "Nothin’ New" (Gloria Estefan) – 3:50
6. "Oye Mi Canto (Hear My Voice) (Versión Ingles)" (Gloria Estefan, Jorge Casas, Clay Ostwald) – 4:52
7. "Don't Wanna Lose You" (Gloria Estefan) – 4:12
8. "Get on Your Feet" (John DeFaria, Jorge Casas, Clay Ostwald) – 3:38
9. "Your Love Is Bad for Me" (Gloria Estefan) – 3:50
10. "Cuts Both Ways" (Gloria Estefan) – 3:16
11. "Oye Mi Canto (Hear My Voice) (Versión Español)" (Gloria Estefan, Jorge Casas, Clay Ostwald) – 4:58
12. "Si voy a perderte" (Gloria Estefan) – 4:07

## Posicionamiento en las listas
| Chart (1989–1990)                       | Peak position |
| --------------------------------------- | ------------- |
| Australia (ARIA)                        | 1             |
| Canadá (RPM)                            | 13            |
| Países Bajos (Album Top 100)            | 1             |
| Alemania (Offizielle Top 100)           | 27            |
| Nueva Zelanda (Recorded Music NZ)       | 1             |
| Noruega (VG-lista)                      | 4             |
| España (Promusicae)                     | 13            |
| Suecia (Sverigetopplistan)              | 18            |
| Suiza (Schweizer Hitparade)             | 13            |
| Reino Unido (UK Albums Chart)           | 1             |
| Estados Unidos (Billboard 200)          | 8             |
| Estados Unidos (Latin Pop Albums)       | 11            |
| Estados Unidos (Top R&B/Hip-Hop Albums) | 80            |

## Certificaciones
| País           | Certificación |
| -------------- | ------------- |
| Australia      | 4x Platino    |
| Austria        | Oro           |
| Alemania       | Platino       |
| Bélgica        | 2x Platino    |
| Brasil         | Platino       |
| Canadá         | Platino       |
| España         | Platino       |
| Japón          | Platino       |
| Nueva Zelanda  | Platino       |
| Suiza          | Oro           |
| Reino Unido    | 4x Platino    |
| Estados Unidos | 3x Platino    |
| Finlandia      | Oro           |